# Туризм в Узбекистані
Туристична діяльність в Узбекистані варіюється від активного відпочинку, наприклад скелелазіння, до вивчення його археологічної та релігійної історії. Статистичне Інтернет-опитування, проведене з 7 травня по 27 серпня 2008 року, показало, що більшість опитаних (39%) відвідують Узбекистан через інтерес до його архітектурних та історичних місць. Наступна за чисельністю група (24%) відвідала Узбекистан, щоб побачити його культуру, спосіб життя та звичаї.
Узбекистан розташований на Великому шовковому шляху, і багато сусідніх країн (включаючи Казахстан, Киргизстан, Таджикистан і Туркменістан) рекламують свої країни на основі свого розташування. У 2004 році в Самарканді було відкрито офіс Всесвітньої туристичної організації «Шовковий шлях». Цей офіс  координує зусилля міжнародних організацій і національних туристичних офісів країн, розташованих на Шовковому шляху. Узбекистан є членом The Region Initiative, яка є головною організацією для організацій, пов’язаних з туризмом, у Південній Азії, Центральній Азії, Кавказі та Східній Європі, а також з такими країнами як :Вірменія, Бангладеш, Грузією, Казахстаном, Киргизстаном, Індією, Пакистаном, Непалом, Таджикистан, росія, Шрі-Ланка, Туреччина та Україна.
У 2019 році Узбекистан відвідали 6,75 млн туристів. Загалом галузь заробила 1,68 мільярда доларів. Пандемія COVID-19 суттєво вплинула на індустрію туризму, оскільки кількість туристів і дохід значно впали. Щоосені туріндустрія Узбекистану проводить Міжнародний туристичний ярмарок.

### Доступність країни
Більшість подорожей передбачає в’їзд і виїзд з Узбекистану через Ташкент, столицю Узбекистану. Місто обслуговує міжнародний аеропорт, внутрішній аеропорт, два вокзали та численні автостанції. Ташкент обслуговують Uzbekistan Airways, Korean Air, airBaltic, Asiana Airlines, Turkish Airlines, Transaero, Aeroflot, Czech airlines, Iran air, air Astana, S7 airlines. Ще сім аеропортів мають міжнародний статус, ці аеропорти: Самарканд, Бухара, Ургенч, Наманган, Аеропорт Андіжан, Фергана та Нукус. Крім місцевих рейсів і деяких регулярних міжнародних рейсів, майже виключно в Росію разом із випадковими туристичними чартерами в Самарканд, Бухару, Нукус і Ургенч. Квитки на внутрішні рейси можна забронювати або придбати за межами країни в офісах або агентствах Uzbekistan Airways або на ряді онлайн-сайтів. У 2005 році Uzbekistan Airways перевезла понад 1,7 мільйона пасажирів.
Наприкінці 2005 року в аеропорту Ташкента був введений в експлуатацію новий зал прильоту місцевих авіаліній, прибудова якого відповідає сучасним вимогам. Його технічне оснащення дозволяє обслуговувати до 600 пасажирів на добу.

### Релігійний туризм в Узбекистані
Узбекистан – країна з переважно ісламським корінням. У країні знаходиться понад 160 мусульманських святинь.

В Узбекистані є численні пам'ятки, які мають важливе значення для ісламу, включаючи мавзолей шейха Зайнудіна Бобо, Шейхантавр, мавзолей Зангіати в Ташкенті, комплекс Бахауддіна в Бухарі, мавзолей Баян-Кулі Хана, мавзолей Саїф ед-Діна Бохарзі та багато інших. Пам'ятки суфізму.

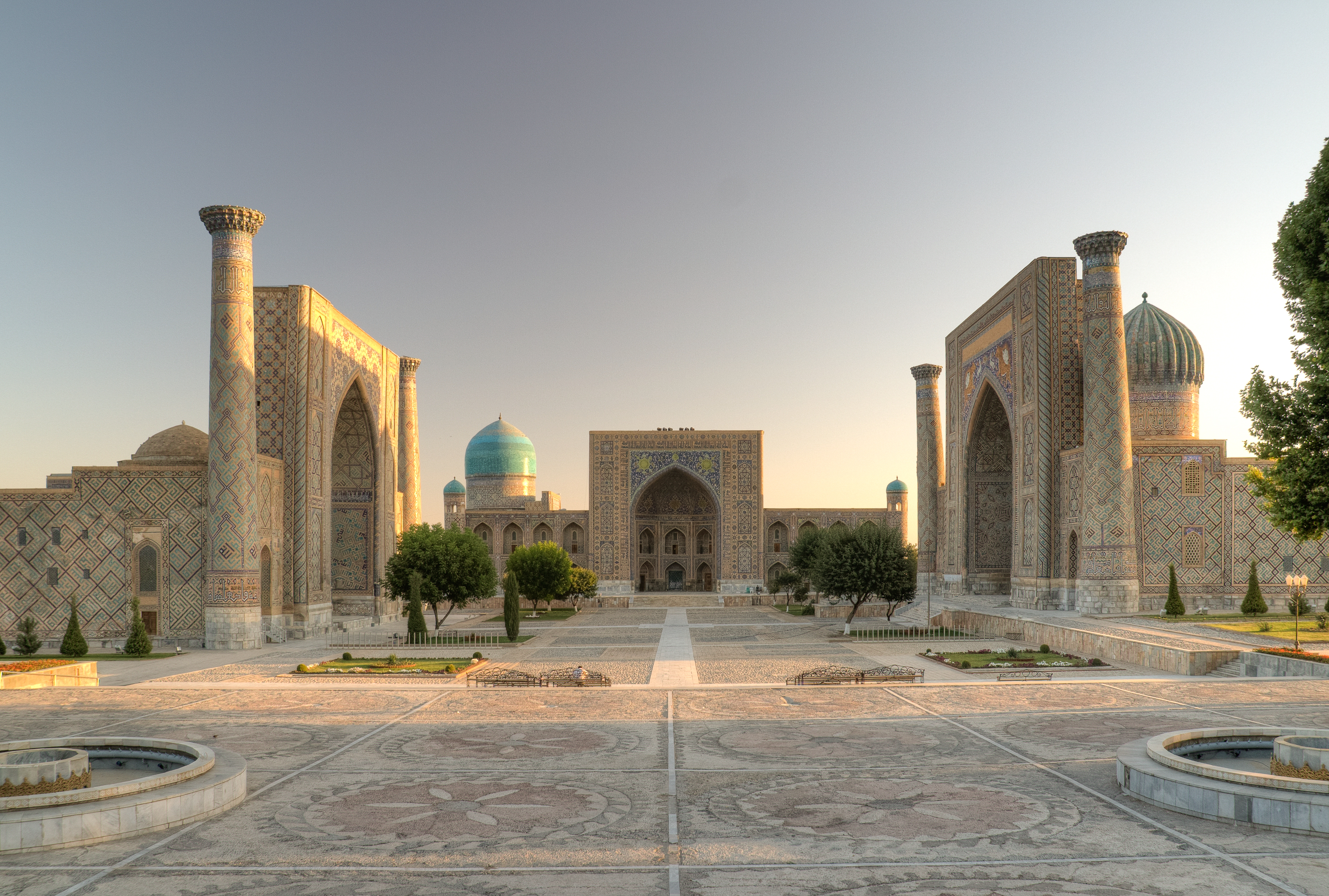
Площа Регістан Самарканд

### Архітектурні та історичні пам'ятки

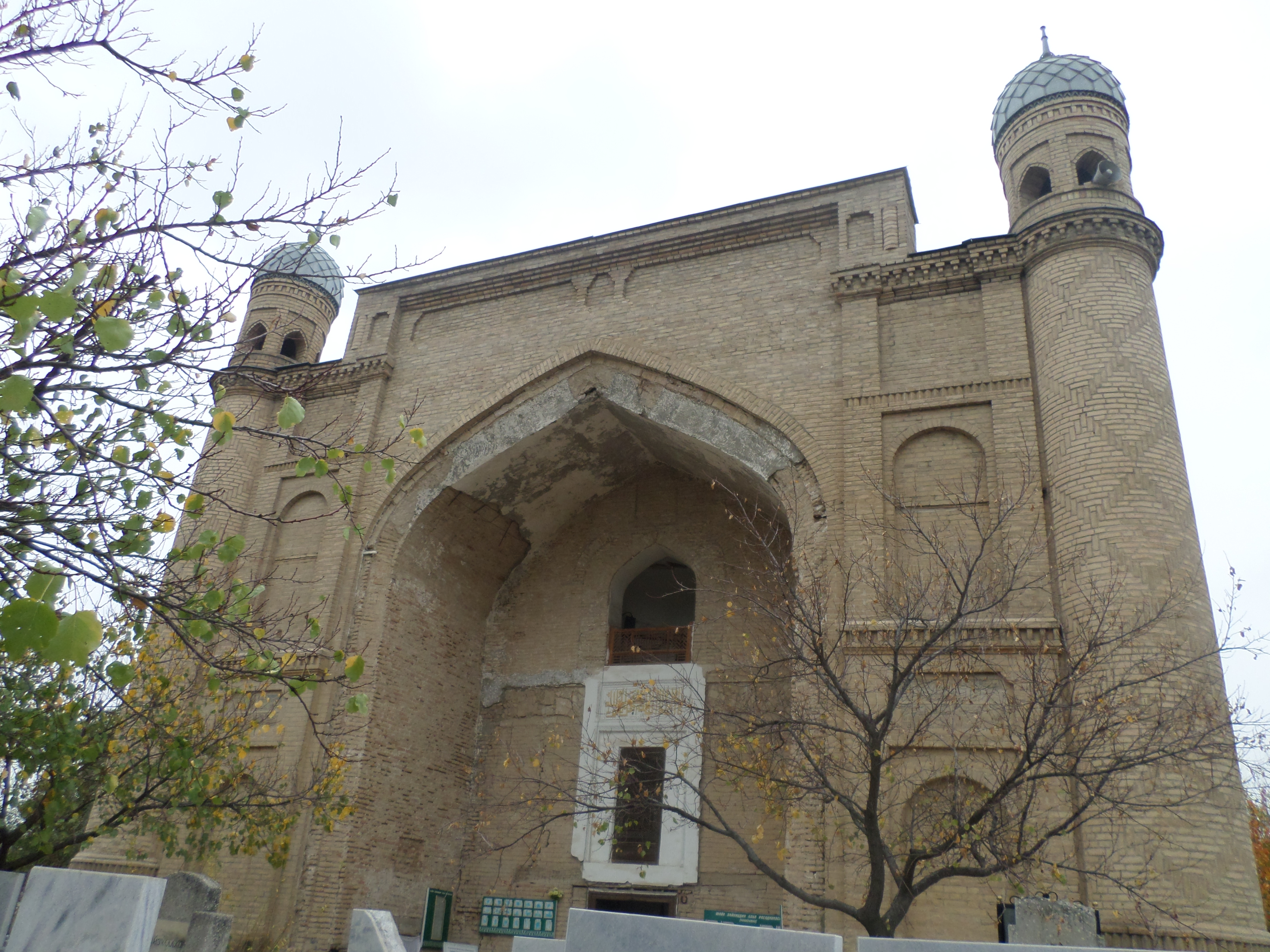
Мавзолей Шейха Зайнудіна

Найвідомішими архітектурними пам'ятками в Узбекистані є:Самарканд з його Регістаном, мечеттю Бібі-Ханим, Гур-Емір і Шах-і-Зінда, Бухара з комплексом По-і-Калян, цитаделлю Арк, Мавзолеєм Саманідів і ансамблем Лябі-Хауз, і Хіва з її незайманим внутрішнім містом Ічан-Кала, мечетями, медресе, мінаретами, стінами та воротьми.
Історичний центр Самарканда входить до списку Всесвітньої спадщини ЮНЕСКО. У Самарканді знаходяться культурні та архітектурні пам’ятки, які збереглися як твори ісламського мистецтва та архітектури. Некрополь Шах-і-Зінда є популярним туристичним об'єктом. Генеральна конференція ЮНЕСКО ухвалила рішення про включення до списку пам'ятних дат святкування 2750-річчя Самарканда.
У Ташкенті є такі пам'ятки, як Мавзолей Шейха Зайнудіна, Бобо, Шейхантавр і Мавзолей Зангіати.

### Природні туристичні об'єкти

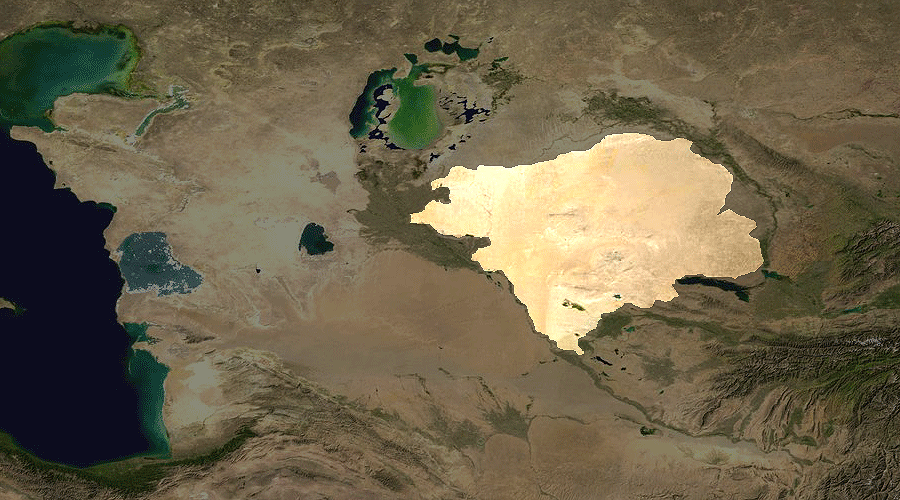
Пустеля Кизилкум

У заплаві (тугаї), осушеної Амудар'єю, є природний заповідник Кизилкум, у якому зустрічається багато видів рідкісних тварин. Крім того, існує багато видів водоплавних птахів, які мігрують Аральським морем і влаштовують свої домівки навколо озера. Район озера Айдар дозволяє туристам порибалити, покататися на юртах і верблюдах.
Ще один заповідник Джейран розташований в 40 км на південь від Бухари.

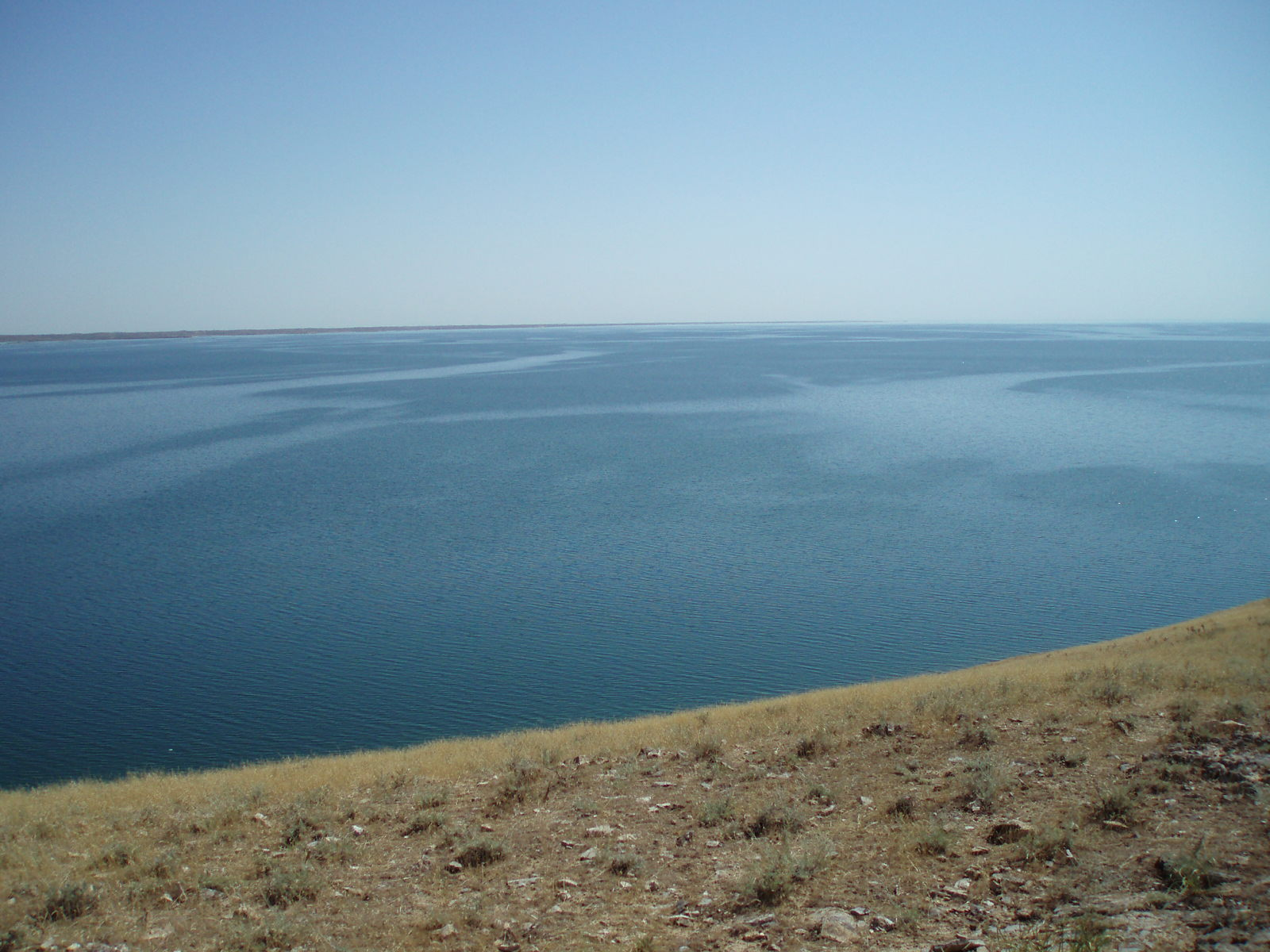
Озеро Айдар

Інша визначна пам'ятка - Сармишсай, ущелина, розташована на південних схилах хребта Каратау, в 30-40 км на північний схід від міста Навої (Керміне) в Узбекистані. Місцевість відома різноманітними стародавніми пам'ятками антропогенної діяльності, зосередженими на площі близько 20 км2. Сюди входять каменоломні, копальні, старовинні поселення, кургани, склепи та петрогліфи, в тому числі пам’ятки середньовіччя, раннього залізного віку, бронзового та кам’яного віку. У Сармішсаї все ще зберігається понад 4000 петрогліфів. З давніх часів ця територія була священною зоною, де місцеві жителі проводили свої священні церемонії у святі дні.